# Titti Schultz
Titti Maria Christina Schultz, född 25 maj 1972 i Gävle, är en svensk programledare, konferencier och moderator. Hon är sedan september 2018 programledare för Sveriges Radios P4 Extra.

## Biografi
Titti Schultz utbildade sig till journalist vid universitetet London College of Printing i London.
Schultz har tidigare varit programledare på radiokanalen Rix FM tillsammans med bland andra Roger Nordin och Gert Fylking. Hon har varit verksam bland annat i radioprogrammen Rix Morronzoo, Eftermiddagar med Erik & Titti och Vakna med Roger, Titti & Ola. 
I januari 2013 lämnade Schultz, Nordin och Ola Lustig Rix Morronzoo för radiokanalen NRJ. I januari 2014 började Schultz, Nordin och Lustig sända morgon-programmet Vakna med NRJ. I augusti 2016 slutade Titti Schultz och Roger Nordin på NRJ. I december 2016 blev Schultz  ny programledare för SR P5 STHLM:s morgonprogram tillsammans med Farzad Nouri.
Sedan september 2018 är Schultz programledare för Sveriges Radios P4 Extra.
År 2023 deltog hon i den tionde säsongen av Hela kändis-Sverige bakar på TV4.
Sedan 2023 har Schultz varit programledare för podcasten Monarkerna tillsammans med Ebba Kleberg von Sydow. I podcasten diskuterar Schultz och Kleberg von Sydow kungligheter och kungahus i Sverige och andra länder.

## Utmärkelser
- 2016 – Talarforums pris "Årets Talare" i kategorin moderator.[8]
- 2020 – Radioakademins pris "Årets radioprogramledare" [9]
- 2021 – Radioakademins pris "Årets radioprogramledare"[10]